# Vatoússa
Vatoússa är en ort i Grekland.   Den ligger i prefekturen Nomós Lésvou och regionen Nordegeiska öarna, i den östra delen av landet, 240 km nordost om huvudstaden Aten. Vatoússa ligger 282 meter över havet och antalet invånare är 574. Den ligger på ön Lesbos.
Terrängen runt Vatoússa är kuperad.  Närmaste större samhälle är Kalloní, 13,5 km öster om Vatoússa. 